# Pondok Siguang
Pondok Siguang is een bestuurslaag in het regentschap Kerinci van de provincie Jambi, Indonesië. Pondok Siguang telt 1175 inwoners (volkstelling 2010).